# Panehesi (Virrey de Kush)
| G40 | T14 | S29 | Z4 | A52 |

| G40 | T14 | S29 | Z4 | A52 |

Panehsi fue un virrey de Kush (Sa-nesut-en-Kush) a finales del Imperio Nuevo, durante el reinado del faraón Ramsés XI.

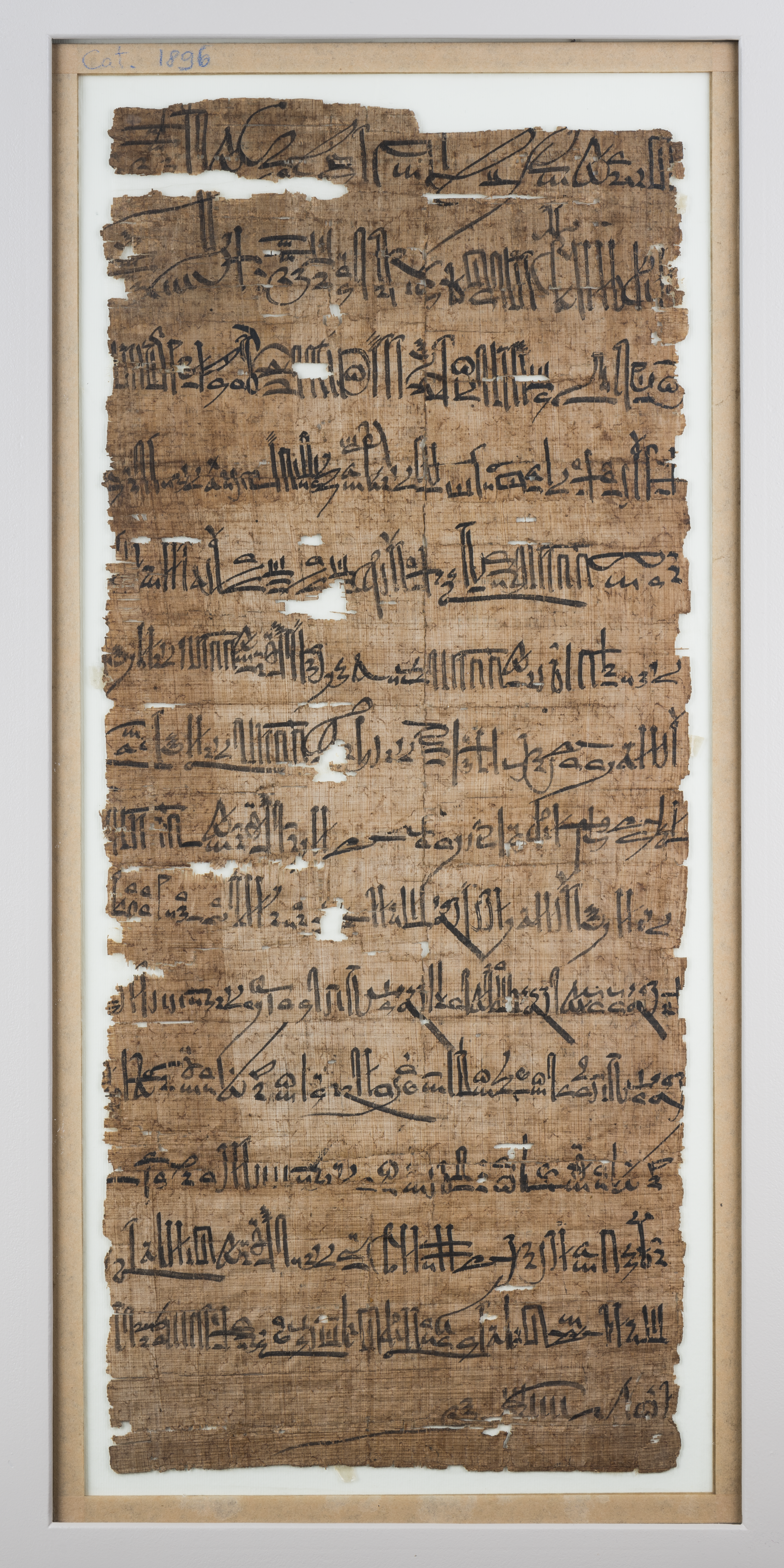
Un decreto del faraón Ramsés XI mencionando a Panehesy. Museo Egipcio, Turín.

A finales de la vigésima dinastía hubo un estado de guerra civil en el Alto Egipto. Los hechos aparecen como una breve mención en algunos documentos, pero no lo suficiente como para sacar conclusiones acerca de lo ocurrido realmente. Panehsi aparece en diferentes documentos y parece haber jugado un papel importante. Los hechos se remontan al año 8 de Ramsés XI, cuando el faraón lo utilizó para expulsar al sumo sacerdote de Amón en Karnak, Amenhotep, quien fue derrotado y depuesto por Panehsi, que ocupó su lugar. Entre los años 12 y 17, Panehsi gobernaba el Alto Egipto y extendió su influencia sobre gran parte del sur. 
Debido a los desmanes de sus tropas, el hambre y el desorden que siguió en el Alto Egipto, Paneshy fue denunciado, y el faraón le ordenó salir de Tebas y dirigirse al sur, órdenes que fueron desobedecidas. Ramsés XI envió un ejército bajo el mando de Pianj, y en el año 19 nombró un nuevo Sumo Sacerdote de Amón, Herihor, que empujó a Pinehesy a Nubia. Pero ni Herihor, nombrado chaty del Alto Egipto y virrey de Kush, ni el posteriormente nombrado virrey Pianj, pudieron derrotarlo, y parece que murió de vejez manteniendo el control en Nubia, donde hay testimonios de su gobierno durante el año 28.
A su muerte fue enterrado en la necrópolis de Aniba, su tumba, la SA38, fue hallada por Steindorff.

## Testimonios de su época
- La estela funeraria,[6]
- la llamada A7, una misiva del escriba de Elefantina a su hijo,[3]
- Las actas de los juicios por robos que incoaron contra él.[7]